# Le Bon Marché
Pour les articles homonymes, voir Bon Marché (homonymie).
Ne doit pas être confondu avec Bon Marché (Belgique).
Le Bon Marché est un grand magasin français, situé dans un quadrilatère encadré par la rue de Sèvres, la rue de Babylone, la rue du Bac et la rue Velpeau dans le 7e arrondissement de Paris. Il s'appelait Au Bon Marché pendant 151 ans, jusqu'en 1989.
Le premier magasin Au Bon Marché a été fondé en 1838 et le bâtiment principal actuel a été construit à partir de 1869 par Jean-Alexandre Delaplanche. Il a été l'objet de multiples agrandissements par l'architecte Louis-Charles Boileau puis son fils Louis-Hippolyte Boileau. L'ingénieur Armand Moisant est l'auteur de la charpente du premier magasin, Gustave Eiffel n'intervenant que marginalement lors de dernière tranche des travaux du grand magasin en 1879.
La société a été membre de l'Association internationale des grands magasins de 1985 à 2011.

## Historique
« La cathédrale du commerce moderne […], faite pour un peuple de clientes. »

— Émile Zola, Au Bonheur des Dames (1883)

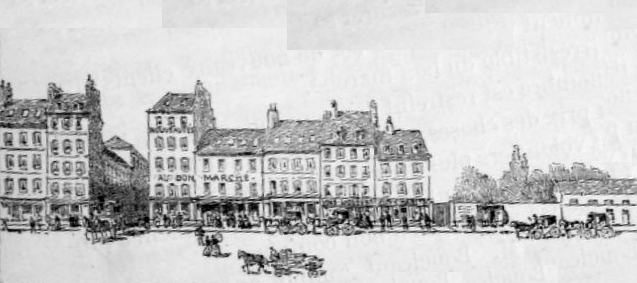
Le magasin en 1863.

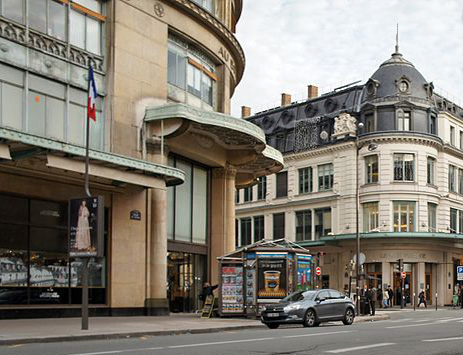
À gauche, le deuxième magasin de 1924.

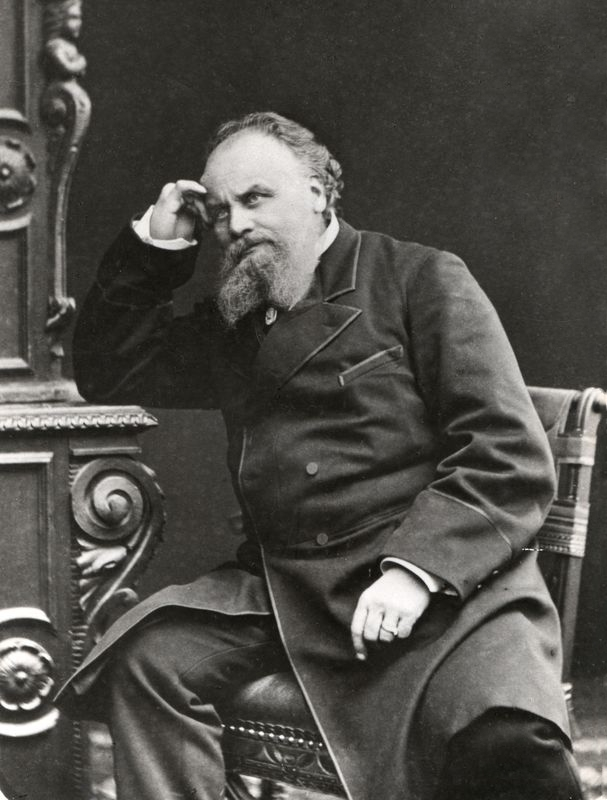
Aristide Boucicaut (1810-1877).

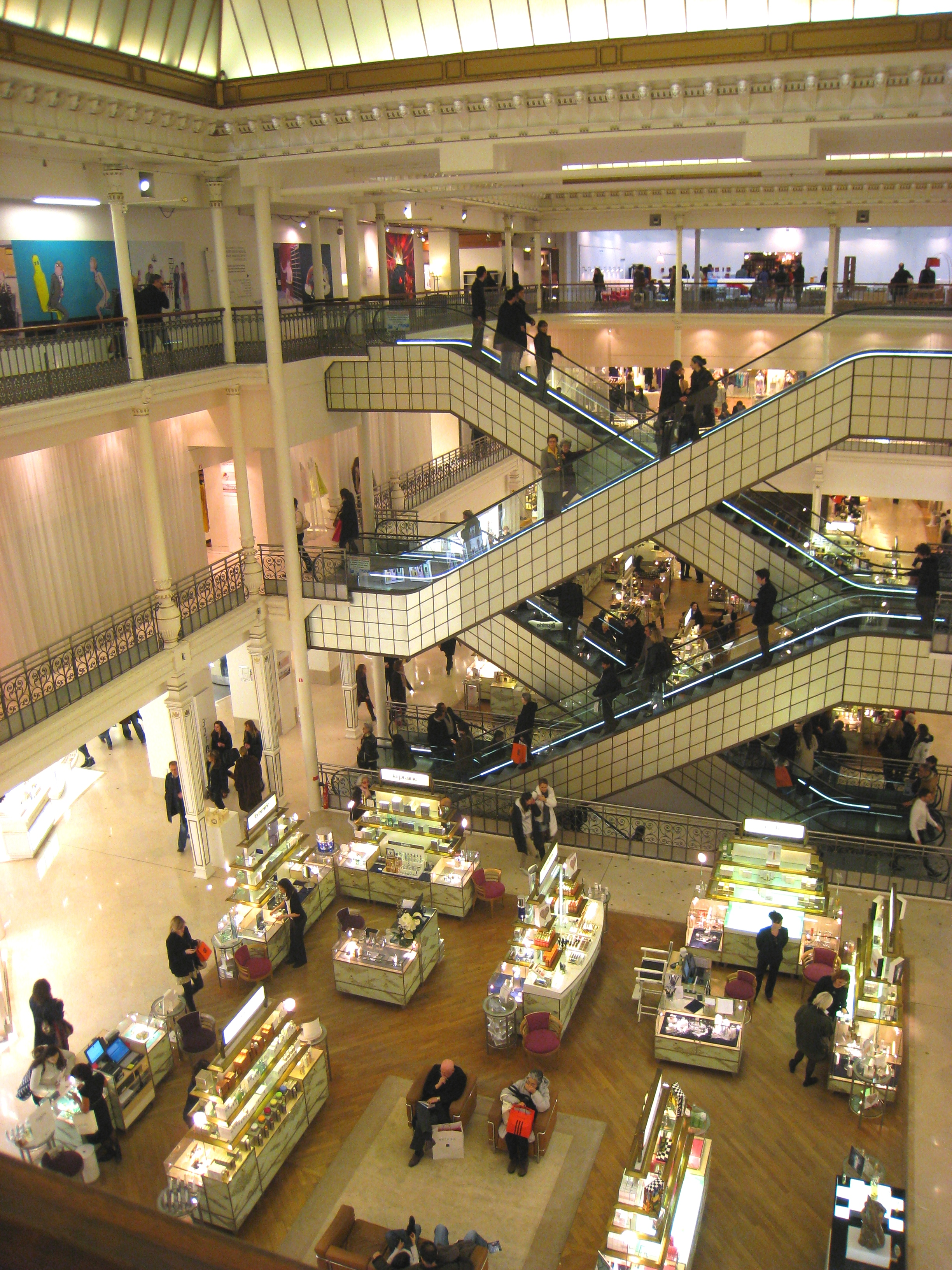
Intérieur du magasin en 2008.

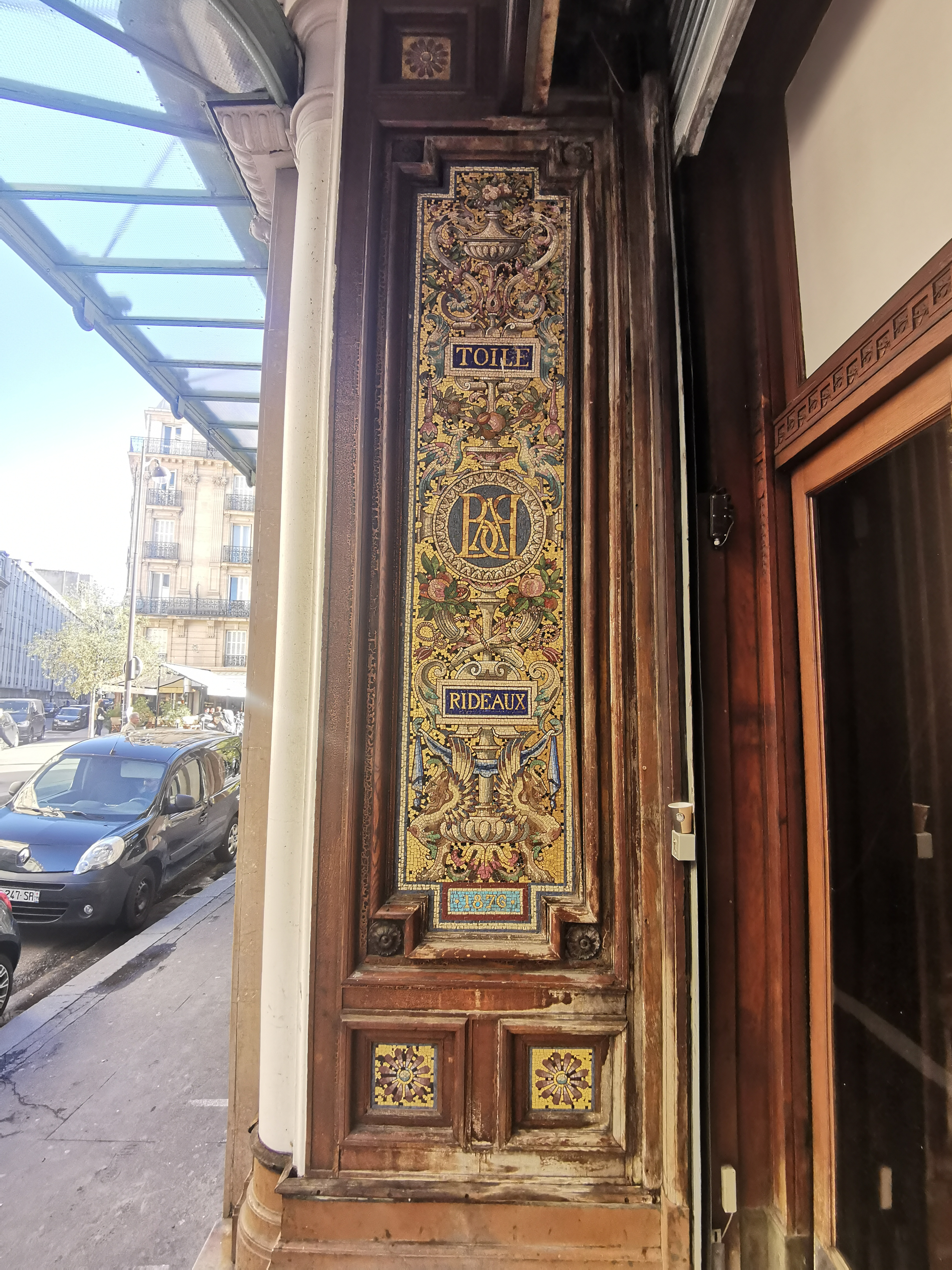
Mosaïques situées à l'entrée rue de Babylone, datant de 1876.

Le premier magasin Au Bon Marché fut fondé en 1838 par les frères Paul et Justin Videau sous la forme d'une boutique à comptoirs multiples (douze employés et quatre rayons) de mercerie vendant des draps, matelas et des parapluies. Ils s'associent le 1er juin 1853 avec Aristide et Marguerite Boucicaut qui se lancent dans la transformation du magasin, développant alors le nouveau concept de grand magasin avec un vaste assortiment large et profond, des prix fixés à faible marge et indiqués sur une étiquette, un accès direct, le principe du satisfait ou remboursé et une mise en scène de la marchandise dans un espace de vente : ce type de magasin ne vend plus simplement des marchandises, mais le désir d'acheter lui-même. En 1863, les Boucicaut rachètent les parts sociales des frères Videau, lesquels étaient effrayés par les idées commerciales du couple.
En 1869, grâce à leur succès commercial, les Boucicaut se lancent dans l'agrandissement du magasin confié à l'architecte Alexandre Laplanche, sur les terrains de l'ancien hospice des Petits-Ménages, transféré en 1863 à Issy-les-Moulineaux (actuel hôpital Corentin-Celton). La première pierre est posée le 9 septembre 1869. Les travaux, pratiquement terminés, sont interrompus par le siège de Paris en 1870, pendant lequel le bâtiment sert de centre de distribution des vivres. Les travaux reprennent ensuite et le nouveau magasin, qui borde la rue de Sèvres sur 45 m et la rue Velpeau sur 35 m, est inauguré le 2 avril 1872. Mais le magasin s'avère rapidement trop exigu et les travaux reprennent dès 1872. L'architecte Louis-Charles Boileau, succédant à Jean-Alexandre Laplanche, fait appel à l'ingénieur Armand Moisant pour la construction de la structure du bâtiment (1870-1887) ; Gustave Eiffel, qui est couramment considéré (à tort) comme étant le constructeur du Bon Marché, interviendra seulement en 1879 pour réaliser un agrandissement qualifié de peu considérable. Le Bon Marché passe d'un chiffre d'affaires de 500 000 francs, d'une surface de 300 m2 et de 12 employés en 1852, à 72 millions de francs, une surface de 50 000 m2 et 1 788 employés en 1877. Cette expansion marque l'apparition d'une nouvelle classe sociale, les employés, classe moyenne qui constituera la future clientèle des grands magasins.
Pour attirer sa clientèle féminine, Boucicaut crée également les premières toilettes pour femmes, un salon de lecture pour leurs maris le temps qu'elles fassent leurs emplettes, fait envoyer par la poste plus de 6 millions de catalogues de mode (accompagnés d'échantillons de tissus découpés par 150 jeunes femmes uniquement affectées à ce travail) dans le monde entier au début du XXe siècle, parallèlement au développement du service de livraison à domicile et de la vente par correspondance franco de port. Il développe la publicité (affiches, calendriers, réclames, agendas annonçant des événements quotidiens). Après les épouses, il cible les mères en distribuant des boissons, ballons rouges ou des séries d'images pédagogiques en chromolithographie, appelées « chromos », pour leurs enfants, organisant aussi des promenades à dos d'âne. Les bourgeoises peuvent s'échapper du logis où la société les cloître et passer plus de douze heures dans le magasin à essayer les produits, notamment des vêtements, auparavant faits sur mesure, et désormais aux tailles standardisées. Certaines d'entre elles s'endettent ou deviennent cleptomanes, d'autres sont troublées à l'idée de se faire effleurer par des vendeurs qui leur enfilent gants ou chapeaux. La respectabilité du magasin étant mise en cause, Aristide Boucicaut fait engager des vendeuses qu'il fait loger dans les étages supérieurs du magasin et qui représentent la moitié du personnel dans les années 1880. En uniforme noir strict, elles peuvent être renvoyées pour n'importe quelle faute et sont à la merci des clientes. Mais elles peuvent bénéficier de la promotion interne (second, chef de comptoir puis gérant selon une progression non plus à l’ancienneté, mais au mérite). Avec une gestion paternaliste inspirée par le socialisme chrétien de Lamennais, Aristide Boucicaut crée notamment pour ses salariés une caisse de prévoyance et une caisse de retraite, un réfectoire gratuit, un jour de congé payé hebdomadaire. Ce paternalisme a aussi pour objectif d'attacher les employés à l'établissement : par exemple, le fonds de prévoyance pour les employés est disponible après 20 ans d'ancienneté. Une salle de mille places est installée au sommet de l'immeuble pour accueillir des soirées.
En 1910, afin de loger les clients à proximité, est créé l'hôtel Lutetia qui reste le seul palace de la rive gauche. Le développement du chemin de fer et des expositions universelles attire à Paris les femmes de province et Le Bon Marché cherche désormais à toucher une clientèle ouvrière par des prix toujours plus bas. Cette année-là, le grand magasin profite du passage de la comète Halley pour lancer une campagne publicitaire dont certaines estampes sont conservées à la bibliothèque de l'Observatoire de Paris.
En 1911-1913, à l'angle de la rue de Sèvres et de la rue du Bac, un deuxième bâtiment dans un style similaire au premier magasin est construit sur les plans de Louis-Charles Boileau par les Ateliers Moisant-Lauren-Savey, successeurs d'Armand Moisant. Le bâtiment, en voie d'achèvement, est réquisitionné pendant la Première Guerre mondiale pour être transformé en hôpital militaire. Détruit par un incendie le 22 novembre 1915, il est reconstruit en 1924 par Louis-Hippolyte Boileau dans un style Art déco. Destiné à l'origine à accueillir l'univers de la maison, il abrite actuellement La Grande Épicerie ouverte en 1923.
En 1919, une partie de la presse s'étonne que les employées, plutôt avantagées, participent à la « grève des grands magasins ». En 1920, la Société des magasins du Bon Marché (maison Aristide Boucicaut) de Paris, se rend acquéreur, au prix de 500 000 francs, d'une des grandes maisons françaises de nouveautés du Caire, la maison Francès, établie en Égypte depuis une quarantaine d'années. La présidence de la société passe au banquier Albert Galicier qui ouvre une autre filiale à Vichy, une à Alger, puis fait l'acquisition en 1924 du palais de la Nouveauté (maison Dufayel), qui sera revendu en 1930.
En 1923, le magasin fait appel au décorateur Paul Follot pour diriger « Pomone, atelier d'art du Bon Marché » créé un an plus tôt, un espace réservé qui va éditer et diffuser des objets Art déco auprès de la clientèle. Durant l'Exposition internationale de 1925, le magasin inaugure un pavillon, également dirigé par Follot. Il est dessiné par l'architecte L.-H. Boileau et Paul Follot y présente les oeuvres de l'atelier d'art du Bon Marché. Follot cesse en 1928 de diriger Pomone et est remplacé par René-Lucien Prou (1889-1948) puis par Albert-Lucien Guénot (1894-1993) jusqu'en 1955.
En 1925-1926, le chiffre d'affaires atteint les 625 millions de francs. En 1931, la présidence passe au banquier Frédéric Manaut (1868-1944) : nullement affecté par la crise de 1929, celui-ci annonce bientôt plus de 100 000 actionnaires.
En 1932, le magasin se dote d'un rayon d'équipement de la maison, profitant de la vague des arts ménagers. L'entre-deux-guerres voit aussi l'installation d'un salon de thé, d'un salon de coiffure, d'une agence bancaire et d'un bureau de tourisme pour l'organisation d'excursions en autocar dans les environs de Paris.
Le 27 mars 1950, la Société des magasins du Bon Marché entre en phase de liquidation judiciaire. Présidée par Jacques-Gustave Chezleprêtre jusqu'en 1970, la société voit ses bénéfices nets réduit à quelques milliers de francs en 1954-1955 alors qu'elle était l'entreprise la plus rentable du marché boursier vingt ans plus tôt. La situation se dégrade à nouveau dans les années 1960, avec la concurrence des hypermarchés et le déclin du département de vente par correspondance basé à Wissous. En 1970, la société est rachetée par les frères Willot, par l'intermédiaire de leur filiale Saint Frères, déjà propriétaire des magasins À la Belle Jardinière : entre 1972 et 1975, ils réorganisent l'ensemble des magasins et réussissent à retrouver la rentabilité. Il y eut durant cette période de crise plus de 800 licenciements rien qu'à Paris et la fermeture de l'ensemble des magasins à l'enseigne du Bon Marché en province. En 1978, la grande verrière du 2ème magasin est supprimée et remplacée par des bureaux du 2ème au 6ème étage. En 1983, le chiffre d'affaires à Paris s'élève à 693 millions de francs.
La Financière Agache dirigée par Bernard Arnault rachète la Société des magasins du Bon Marché en 1984 au groupe Boussac, pour en faire le grand magasin du luxe de la rive gauche. Au premier semestre 2012, des travaux débutent pour un agrandissement de la surface de vente. Rebaptisé « Le Bon Marché », il fait aujourd'hui partie du groupe LVMH.
En 1989, la designer française Andrée Putman réalise l'escalator central situé au cœur du magasin.
Un autre grand magasin, La Samaritaine, fut acheté à la famille Renand en 2001, rue du Pont-Neuf dans le 1er arrondissement, afin de rejoindre également le giron de LVMH Distribution Services. Fermé en 2005 pour réaménagement de ses bâtiments et mise aux normes de sécurité, il rouvre en 2021.
Depuis 2016, chaque début d'année à l'occasion du « mois du blanc », se succèdent des expositions monographiques d'artistes contemporains : 
- en 2016, l'artiste chinois Ai Weiwei[19] présente l'exposition « Er Xi » (« Air de jeux »),
- en 2017, l'artiste japonaise Chiharu Shiota présente l'exposition « Where are we going ? »,
- en 2018, l'artiste argentin Leandro Erlich présente l'exposition « Sous le ciel »,
- en 2019, l'artiste portugaise Joana Vasconcelos présente l'exposition « Branco Luz » (« Blanc lumière »),
- en 2020, le studio de design japonais nendo et son fondateur Oki Sato présentent « ame nochi hana » (« Fleurs de pluie »).
- en 2021, l'artiste française Prune Nourry présente l'exposition « L'Amazone Erogène »
- en 2022, l'artiste turc Mehmet Ali Uysal présente l'exposition « Su » (« Eau »)
- en 2023, l'artiste indien Subodh Gupta présente l'exposition « Sangam » (« Confluence »)

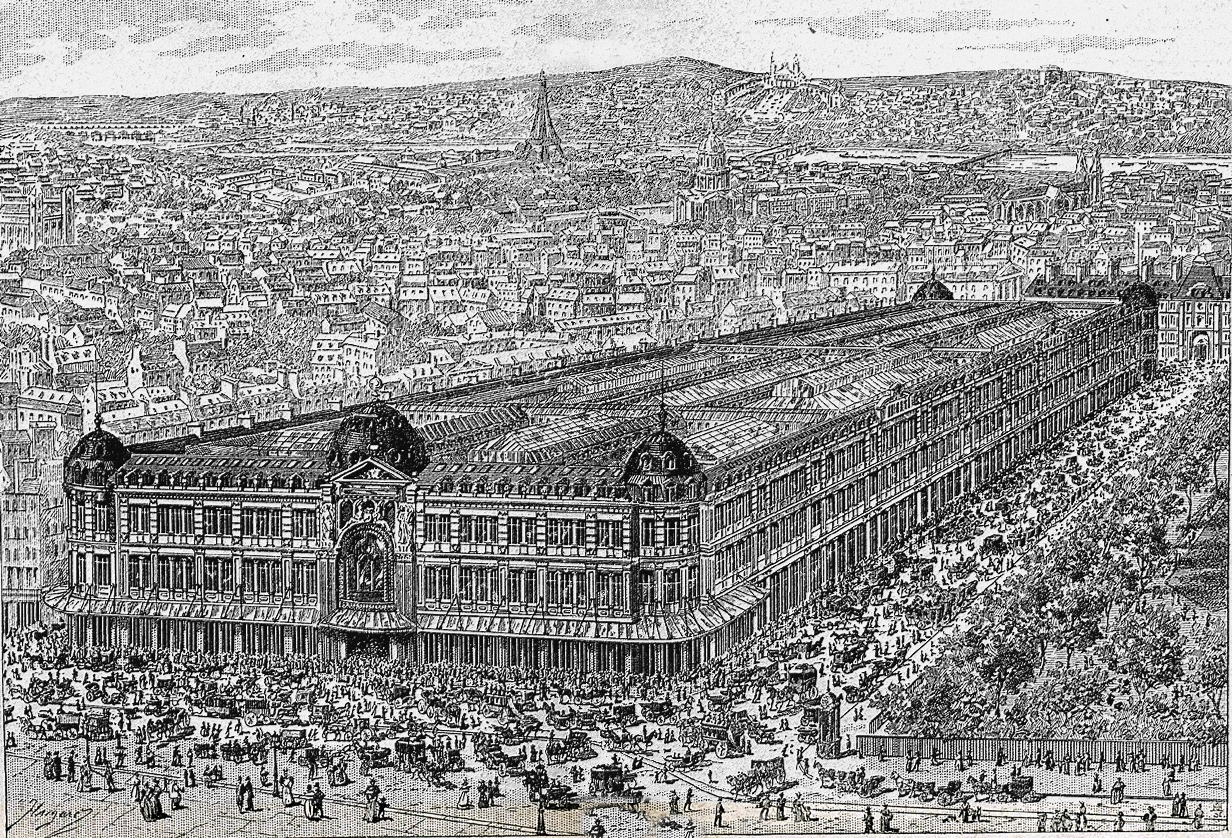
Le grand magasin Au Bon Marché achevé en 1887.
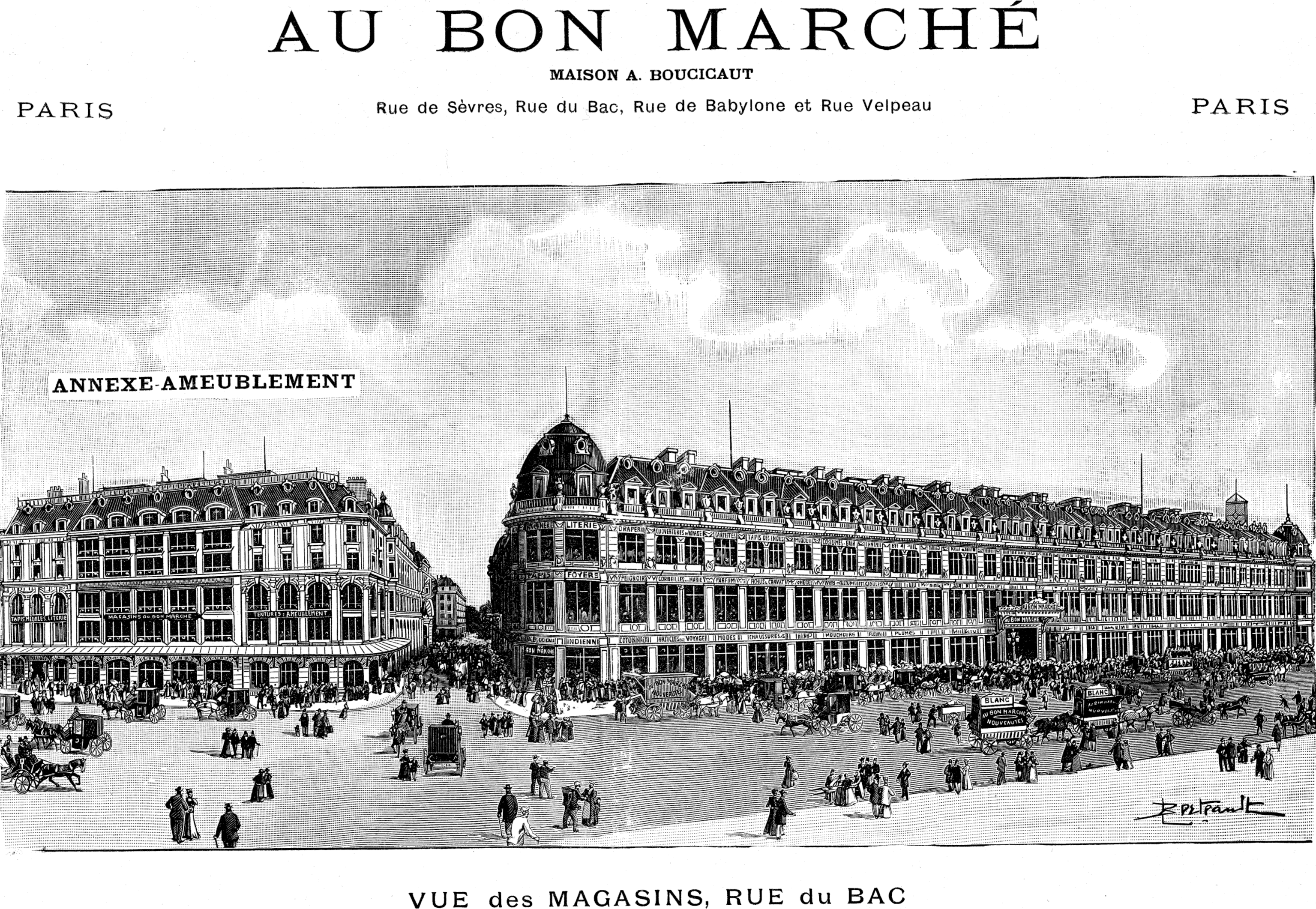
Les magasins Au Bon Marché.
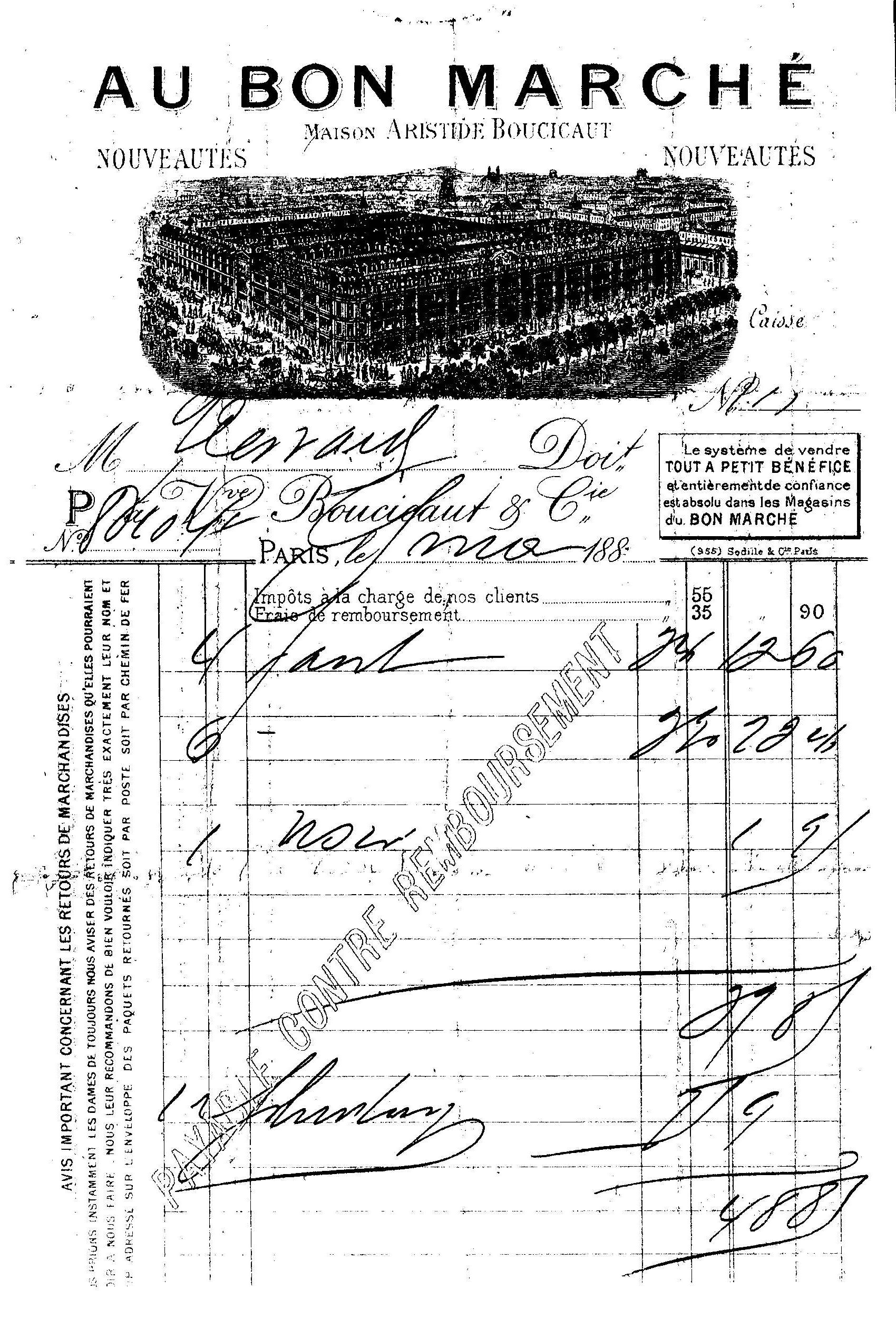
Facture de vente par correspondance des années 1880.
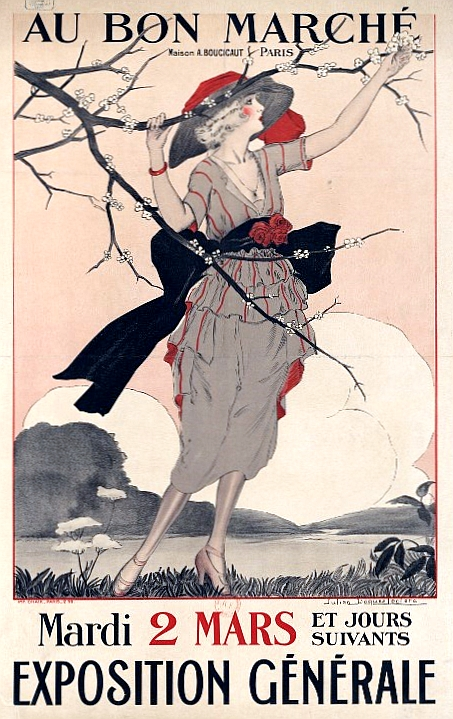
Affiche publicitaire de 1920.
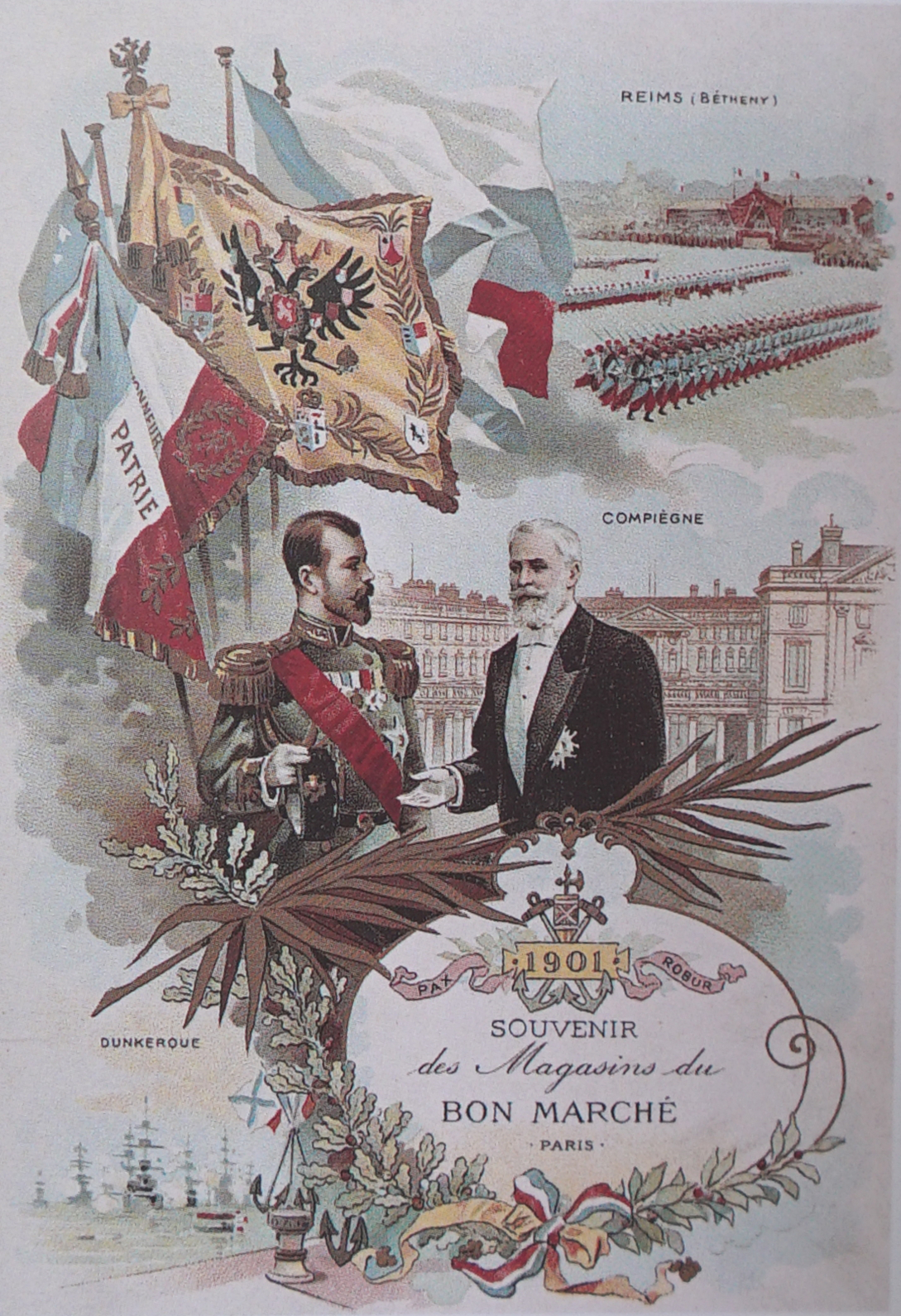
Souvenir de Bétheny, carte postale du Bon Marché.
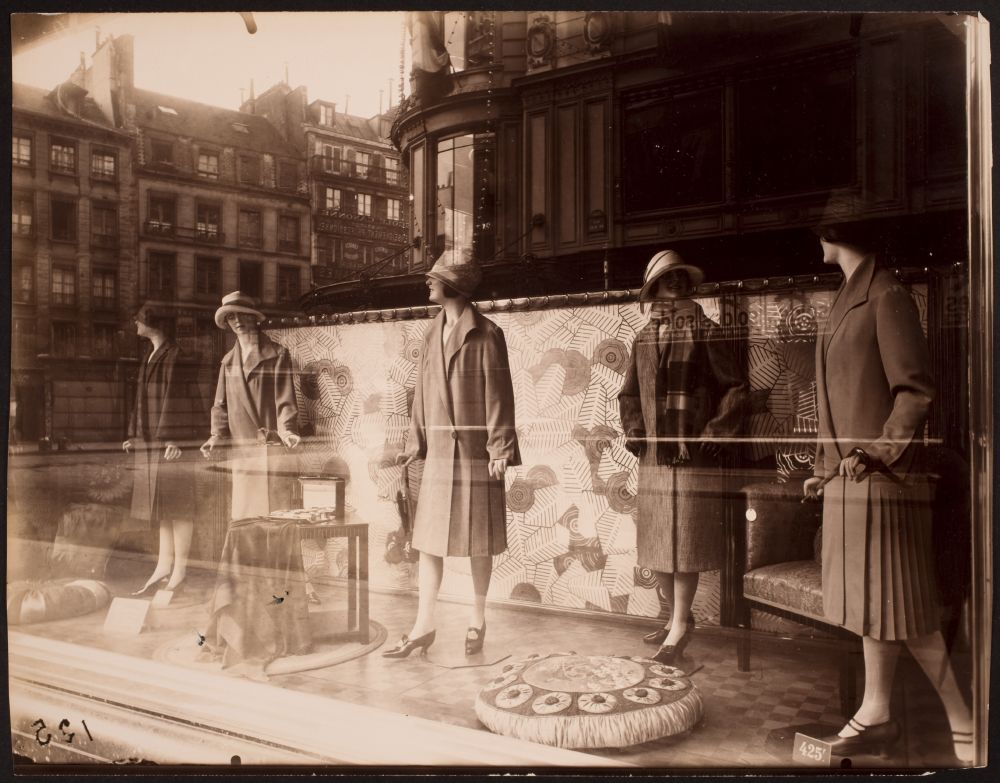
Vitrine du Bon Marché photographiée par Eugène Atget en 1926.

En raison de la pandémie de Covid-19, l'année 2020 est la pire de l'histoire des grands magasins parisiens. Outre les fermetures temporaires survenues lors des confinements — une longueur jamais connue, même pendant les deux guerres mondiales —, ils subissent aussi la perte de leur clientèle étrangère, à quoi se surajoute une forme de désaffection des Français pour la mode, le développement du commerce en ligne et des restrictions de l’utilisation de la voiture dans la capitale. Cela les conduit à réorienter leur stratégie, en ciblant davantage la clientèle française, en particulier francilienne et parisienne, qui s'était jusque récemment écartée de ces enseignes dédiées aux visiteurs étrangers et au luxe. Le Bon Marché se distingue toutefois, ayant entrepris depuis déjà une décennie un virage vers les visiteurs locaux, la crise impactant donc moins ses résultats.
En mars 2025, LVMH annonce regrouper le Bon Marché et La Samaritaine sous la même gouvernance.

## Les bâtiments
Le Bon Marché comporte 3 bâtiments séparés par les rues du Bac et de Babylone :
- 1er magasin, au no 24 rue de Sèvres face au square Boucicaut, de 6 étages et 3 niveaux de sous-sol à usage de commerce et bureaux, d'une surface totale de 58 433 m2, dont  55 213 m2 de SHON comprenant 45 341 m2 de SHON commerce (27 821 m2 de surface de vente et des réserves), sur un terrain de 9 708 m2[23] ;
- 2e magasin, au no 26-38 rue de Sèvres, de 6 étages et 2 niveaux de sous-sol à usage de commerce et bureaux, d'une surface totale de 30 218 m2, dont 27 328 m2 de SHON comprenant 13 853 m2 de SHON commerce, sur un terrain de 4 372 m2[24] ;
- Annexe au no 16 rue de Babylone de 19 819 m2 de SHON sur un terrain de 2 672 m2.

## La Grande Épicerie
Situé dans le bâtiment adjacent, au no 38 rue de Sèvres, ce magasin de bouche est fondé en 1923, sous le nom de Comptoir de l'Alimentation : alors au départ un modeste lieu de vente, il propose par la suite, sur une surface qui va aller en grandissant, une variété de produits culinaires, de qualité et venant de plusieurs pays du monde. Il s'agit à l'époque d'un bâtiment ultra-moderne, avec une nouvelle façon de vendre des produits frais, des boîtes de thé et des conserves fines. Sur la publicité d'alors est écrit : « Plus de 40 tonnes de produits alimentaires sont débitées chaque jour dans ce rayon magnifique, et l'on estime que la quantité de viande vendue approche 2 000 kg. Les plus beaux spécimens de fruits, produits de la métropole et de ses colonies, sont offerts à notre clientèle, et nous n'aurions garde d'oublier le rayon de fleurs naturelles ». Des expositions thématiques (Italie, Angleterre), donnent lieu à des ventes temporaires de produits spéciaux. En 1978, le Comptoir est renommé La Grande Épicerie, et la surface de vente est doublée. Des travaux ont encore lieu dans les années 1980 supervisé par le décorateur Michel Simonnot, ce qui permet à l'enseigne de se proclamer plus grand magasin alimentaire de Paris. Elle est entièrement rénovée en 2012 et plusieurs fois durant toutes ces décennies. L'endroit propose depuis des boutiques d'artisans de bouche (poissonnerie, fromagerie, boucherie, charcuterie, pâtisserie, etc.), une cave à vin, une nouvelle configuration des lieux (pose d'un double escalator, d'une trémie et réaménagement avec du granit noir, du chêne et de l'acier brossé) et l'inauguration d’un restaurant sous la verrière. Environ 30 000 références plutôt haut de gamme sont disponibles, dont depuis 2016 une marque de distributeur, pour trois millions de visiteurs annuels.

## La Grande Épicerie Rive Droite
Le grand magasin Franck & Fils au 80, rue de Passy, ouvert en 1937, propriété du groupe LVMH, est entièrement rénové et rouvre sous l'enseigne La Grande Épicerie Rive Droite, inaugurée en novembre 2017. En 2019, La Petite Grande Épicerie de 25 mètres carrés voit le jour au sein du centre commercial de la gare Saint-Lazare.
Exploitées simultanément, les marques Le Bon Marché, Le Bon Marché Rive Gauche, La Grande Épicerie de Paris, La Grande Épicerie Rive Gauche, La Grande Épicerie Rive Droite et La Petite Grande Épicerie désignent toutes la même entité, groupe Le Bon Marché.

## Homonymes
Un autre grand magasin Au Bon Marché a été ouvert en 1860 en Belgique par François Vaxelaire. Il n'eut toutefois rien à voir avec son homologue français, jusque dans les années 1950, quand François Vaxelaire, petit-fils du fondateur, organise un rapprochement entre son Bon Marché et Le Bon Marché de la rue de Sèvres à Paris, dont il a un temps envisagé de prendre le contrôle. Il siégea au conseil d'administration du Bon Marché de Paris, dont il détenait entre 15 et 25 % environs des parts, avant de céder celles-ci au groupe Agache-Willot en 1970.
Un autre magasin, Au Bon Marché, où l'on offrait essentiellement des stores et des articles de décoration, a existé à Montréal. Il s'est fait connaître dans les années 1980-1990 notamment grâce à ses publicités qui mettaient en vedette le propriétaire David Shiller et ses deux fils Stephen et Richard, des juifs anglophones qui, avec leur fort accent et leur slogan « Oui, papa ! », devinrent rapidement la risée des humoristes québécois,,.
En Suisse romande, l'enseigne ABM (Au Bon Marché) était une chaîne de magasins à vocation universelle avec un nombre important de produits et connus pour ses prix peu élevés. L'enseigne, propriété du groupe Globus acquis par Migros, a été restructurée plusieurs fois avant de disparaître définitivement, une relance étant trop complexe en regard du concurrent du moment : Uni-prix / Unip, repris par Coop puis intégré au concept de grand magasin Coop City.
Une chaîne de magasins nommés The Bon Marché a également existé dans le Nord-Ouest des États-Unis. Sans lien avec Le Bon Marché, sa création en 1890 par Edward Nordhoff à Seattle a toutefois été directement inspirée par l'enseigne parisienne. Le nom a disparu en 2006 à la suite de l'acquisition en 2003 de la chaîne par Macy's.
Au Royaume-Uni, un grand magasin appelé Bon Marché est ouvert en 1877 par James Smith à Brixton dans le sud de Londres, mais ferme ses portes en 1975.
Un magasin à l'enseigne Au Bon Marché avait été ouvert par la société française au tournant du XXe siècle à Buenos Aires en Argentine. Il occupait le bâtiment connu aujourd'hui sous le nom Galerías Pacífico (es).

## Le Bon Marchéau cinéma
- Le magasin est un des lieux de tournage en 1964 du film Une souris chez les hommes (Un drôle de caïd) de Jacques Poitrenaud avec Louis de Funès et Maurice Biraud.